# Zoran Jeftić
Zoran Jeftić (Varaždin, 31. srpnja 1982.) je hrvatski rukometaš.
Igrao je za hrvatsku reprezentaciju na SP-u 2005. u Tunisu gdje je osvojio srebro. Tada je bio ročnik Hrvatske vojske. HV je služio u športskoj satniji.